# Loreena McKennitt
Pour les articles homonymes, voir Loreena.
 (décembre 2022).
Si vous disposez d'ouvrages ou d'articles de référence ou si vous connaissez des sites web de qualité traitant du thème abordé ici, merci de compléter l'article en donnant les références utiles à sa vérifiabilité et en les liant à la section « Notes et références ».
Loreena Isabel Irene McKennitt , née le 17 février 1957 à Morden au Manitoba, est une auteure-compositrice-interprète, chanteuse, harpiste, accordéoniste et pianiste canadienne. La qualité de ses compositions, mélangeant musique du monde, musique celtique et musique orientale, et de ses interprétations lui a donné une renommée internationale. Elle trouve l'inspiration de sa musique dans l'histoire des peuples celtiques, de ses voyages et des contes et légendes.
Après de nombreuses représentations et collaborations dans des festivals canadiens de musique celtique, elle lance sa carrière en 1985 avec son premier album Elemental composé principalement de mélodies traditionnelles joué à la harpe. Il est suivi par To Drive the Cold Winter Away (1987), qui continue la lancée musicale de son prédécesseur, et Parallel Dreams (1989), qui est marqué par l'arrivée d'autres musiciens et par des textes écrits par ses soins. Après plusieurs voyages en Europe et au Moyen-Orient, la chanteuse publie The Visit (1991) qui va lui offrir une notoriété internationale et qui verra l'intégration dans sa musique d'éléments caractéristiques à certaines musiques du monde. Elle sort ensuite The Mask and Mirror (1994) et The Book of Secrets (1997) qui augmenteront son prestige. À la suite de la mort de trois proches en juillet 1998, McKennitt décide de réduire le nombre de ses représentations et ne sortira pas d'album studios avant An Ancient Muse (2006). Quatre albums suivront : A Midwinter Night's Dream (2008), The Wind That Shakes the Barley (2010), Lost Souls (2018) et The Road Back Home (2024). Elle publie sept albums live entre 1995 et 2022.
On lui compte environ 14 millions d'albums vendus dans le monde dont plusieurs arrivés disque d'or et de platine. Loreena McKennitt est, durant sa carrière, nommée pour deux Grammy Awards. Elle remporte deux Juno Award en 1992 et 1994 et un Billboard Music Awards en 1997. La chanteuse est élue à deux reprises colonelle honoraire de l’aviation royale du Canada et s'est vu remettre de nombreuses décorations dont celle de chevalière de l'ordre des Arts et des Lettres, de membre de l'Ordre du Canada et deux médailles remises lors de jubilés de la Reine Élisabeth II.

## Biographie
Loreena McKennitt est née à Morden près de Winnipeg (province du Manitoba, Canada), d'une famille d'origines irlandaise et écossaise. Son père est éleveur de bétail et sa mère infirmière. Elle apprend à jouer du piano et suit des cours de chant. C'est au cours des années 1970 qu'elle découvre la « musique celtique » et notamment les premières productions d'Alan Stivell. C'est donc par le biais de la musique qu'elle va s'intéresser à la civilisation celtique. En 1974, elle se produit au Winnipeg Folk Festival.
En 1981, elle s'installe à Stratford (Ontario) où elle collabore comme compositrice et interprète, au festival de la ville, plusieurs années de suite (voir article Festival de Stratford du Canada). Elle se produit à l'occasion de plusieurs festivals folk (Vancouver, Winnipeg) et effectue une tournée de concerts dans tout le Canada. Parallèlement, elle compose la musique de deux longs métrages et de deux documentaires.
En 1985, elle crée Quinlan Road, une société de production pour gérer sa carrière et assurer la production de ses disques. Cette même année, elle sort son premier album Elemental basé sur des mélodies traditionnelles d'origine celtique, où se combinent sa voix et le son de la harpe ; l'album se vend à 100 000 exemplaires. Son deuxième album, To Drive the Cold Winter Away, est inspiré par les chants de l'hiver. Parallel Dreams en 1989 est un mélange de reprises et de compositions personnelles, c'est un succès commercial, qui confirme la renommée grandissante de l'artiste. Puis en 1991, elle livre The Visit, son quatrième opus, dont elle vend 2 millions d'albums. Elle joue au Festival international d'Édimbourg, puis part en tournée avec Mike Oldfield, dont elle assure la première partie de Tubular Bells II.
La chanson Bonnie Portmore, utilisée dans le film Highlander 3, lui permet de se faire connaître dans le monde entier auprès du grand public.
The Mask and Mirror, l'album suivant sorti en 1994, est une ouverture sur d'autres univers musicaux traditionnels, pour les textes elle reprend des extraits de William Shakespeare et William Butler Yeats. S'ensuit, l'album The Book of Secrets en 1997, enregistré aux studios Real World de Peter Gabriel, qui rencontre un succès international grâce à la diffusion sur les radios du titre The Mummer's Dance remixé en version raccourcie, on retrouve aussi sur cet album la pièce Marco Polo[Laquelle ?].
L'année suivante, elle perd son fiancé, noyé dans un accident de bateau avec deux autres personnes. Après cette tragédie, sa carrière est en sommeil, exception faite de la sortie de son disque live enregistré à la Salle Pleyel à Paris et au Massey Hall de Toronto, Live in Paris and Toronto en 1999 ainsi que de quelques collaborations et apparitions. Le 4 août 2005, elle participe au festival folk d'Edmonton où elle interprète, entre autres, deux titres de son futur album An Ancient Muse sorti en 2006. Elle reste par contre très active socialement. Elle met sur pied la Fondation Cook-Rees, (sauvetage et sécurité nautique) en mémoire de ses amis noyés et une partie des profits liés à la vente de son dernier album live sera versée à cette fondation. Plus tard, elle participe financièrement au fonds de secours de la Société du Croissant-Rouge turc et de la Croix-Rouge hellénique. Plus près de chez elle, elle acquiert en 2002 une ancienne école à Stratford en Ontario qui menaçait d'être détruite et la transforme en créant un centre social et familial, le Falstaff Family Center dans cette même ville. Durant cette période, Loreena McKennitt effectue aussi divers voyages en Grèce, Turquie et même Mongolie afin de trouver l'inspiration pour son futur album.
En février 2006, Loreena McKennitt entre aux studios Real World (Grande-Bretagne) pour l'enregistrement d'un nouvel album sorti le 20 novembre 2006 sous le titre An Ancient Muse. En septembre de la même année, elle enregistre un concert à l'Alhambra de Grenade en Espagne, filmé pour un documentaire qui sera diffusé à la télévision en Amérique du Nord. En 2007, elle entame une tournée internationale à travers l'Europe et l'Amérique du Nord, accompagnée de ses musiciens augmentés de quelques nouveaux. On retrouve notamment Caroline Lavelle au violoncelle, Hugh Marsh au violon, Donald Quan aux claviers, tabla et violon alto, Rick Lazar aux percussions, Nigel Eaton à la vielle à roue (remplacé par Ben Grossman après les concerts à l'Alhambra) ou encore Brian Hughes aux guitares et divers instruments à cordes (oud, bouzouki) et, pour la première fois, on note l'arrivée d'un batteur, Tal Bergman, en raison de la présence plus marquée et conséquente de cet instrument sur An Ancient Muse.
Le 21 août 2007, elle sort son DVD, Nights from the Alhambra, qui retrace ses deux concerts des 13 et 14 septembre 2006 filmés dans l'enceinte du palais de Charles Quint à l'Alhambra à Grenade en Espagne.
En 2008, elle entame une nouvelle tournée en Europe et en Amérique du Nord. En France, des concerts sont programmés durant, entre autres, le Festival interceltique de Lorient, le Festival de Cornouaille à Quimper, ainsi que dans le cadre du Festival de Poupet à Saint-Malo-du-Bois en Vendée.
Une nouvelle tournée, intitulée Celtic Footprint Tour, est programmée en 2012, entre le 17 mars et le 25 avril. 29 dates sont prévues dans toute l'Europe, dont une au Grand Rex, à Paris, le 6 avril.
La chanteuse est nommée colonelle honoraire de l’Aviation royale canadienne en août 2014. Elle était, depuis 2006, colonelle honoraire du 435e Escadron de recherche et de sauvetage de la 17e Escadre Winnipeg au Manitoba.
Elle participe aux cérémonies du centenaire de la bataille de la crête de Vimy, le 9 avril 2017. Elle interprète Dante's Prayer.
En mai 2018, elle sort Lost Souls, son 10e album et son premier en six ans. L'un des titres, Breaking of the Swords, est inspiré par sa visite du mémorial canadien de Vimy. La même année, Loreena déclare sur artofthesong.org que la musique de Kate Bush a inspiré sa chanson Ages Past, Ages Hence.

## Discographie

### Albums studio
- 1985 : Elemental
- 1987 : To Drive the Cold Winter Away
- 1989 : Parallel Dreams
- 1991 : The Visit
- 1994 : The Mask and Mirror
- 1997 : The Book of Secrets
- 2006 : An Ancient Muse
- 2008 : A Midwinter Night's Dream
- 2010 : The Wind That Shakes the Barley
- 2018 : Lost Souls
- 2024 : The Road Back Home

### Albums live
- 1995 : Live In San Francisco At The Palace Of Fine Arts
- 1999 : Live in Paris and Toronto - 2 CD
- 2007 : Nights from the Alhambra - 2 CD
- 2009 : From Istanbul To Athens - Tournée Méditerranéenne de 2009.
- 2009 : A Mediterranean Odyssey - 2 CD : The Olive And The Cedar + From Istanbul To Athens
- 2012 : Troubadours On The Rhine (A Trio Performance) - Enregistré en Allemagne. - Réédité en vinyle en 2016.
- 2019 : Live At The Royal Albert Hall - 2 CD
- 2022 : Under A Winter's Moon - 2 CD

### Albums promotionnels
- 1995 : A Winter Garden : Five Songs for the Season
- 1997 : Words and Music¹

¹ Disque non commercialisé, disponible uniquement en VPC auprès de Quinlan Road.

### Compilations
- 2007 : Share the Journey - Passport - CD de 5 chansons disponible via Quinland Road
- 2008 : The Journey Begins - Coffret de 4 CD Incluant Elemental, Parallel Dreams, The Visit + The Journey Begins Bonus CD - Quinlan Road
- 2009 : A Mummers' Dance through Ireland...
- 2009 : A Mediterranean Odyssey - 2 CD : The Olive And The Cedar + From Istanbul To Athens
- 2014 : The Journey So Far - The Best Of Loreena McKennitt / A Midsummer Night's Tour (Highlights) - 2 CD

### Maxi Singles
- 1997 : The Mummer's Dance I
- 1997 : The Mummer's Dance II
- 1997 : The Mummer's Dance III
- 1998 : Marco Polo

### DVD
- 2004 : No journey's End : Documentaire - interview de Loreena McKennitt
- 2007 : Nights from the Alhambra : Coffret concert 2 CD et 1 DVD
- 2009 : A Moveable Musical Feast : Documentaire - coulisses de la tournée 2007

### Musiques de films
- 1985 : Bayo
- 1986 : Heaven on Earth
- 1987 : To a Safer Place (documentaire)
- 1989 : Goddess Remember (documentaire)
- 1992 : Léolo (chanson The Lady of Shalott)
- 1994 : The Santa Clause (chanson The Bells of Christmas)
- 1995 : Highlander 3 (chanson Bonny Portmore)
- 1995 : Jade (chanson The mystic's dream)
- 1998 : Soldier (chanson Night ride across the caucasus)
- 2001 : The Mists Of Avalon, participation à la BO
- 2001 : Cosmowarrior Zero, participation à la BO de la série animée
- 2008 : Tinker Bell, (Disney)

### Collaboration
- 1999 : Tears Of Stone des Chieftains. Elle chante une de ses propres compositions, Ye Rambling Boys of Pleasure.

### Récompenses
- 1992 : prix Juno du meilleur album de musique traditionnelle pour The Visit
- 1994 : prix Juno du meilleur album de musique traditionnelle pour The Mask and the Mirror
- 1997 : prix Billboard International Achievement Award
- 2002 : docteur honoris causa ès lettres de l'Université Wilfrid-Laurier,
  - médaille du Jubilé d’or de la reine Élisabeth II
- 2003 : membre de l'Ordre du Manitoba
- 2004 : membre de l'Ordre du Canada
- (157301) Loreena, astéroïde nommé en son honneur
- 2012 : médaille du Jubilé de diamant de la reine Élisabeth II
- 2013 : chevalière de l'ordre des Arts et des Lettres de la République française.

Loreena McKennitt détient des baccalauréats honorifiques de l'Université du Manitoba (Winnipeg), de l'Université Wilfrid-Laurier (Waterloo), de l'Université Queen's (Kingston) et du collège George Brown (en) (Toronto).